# Louis Lombard
Louis Lombard est un homme politique français né le 21 mai 1851 à Vienne (Isère) et décédé le 30 décembre 1918 à Vienne.

## Biographie
Avocat à Vienne, il est conseiller municipal en 1877 et conseiller général du canton de Vienne-sud en 1882. Il est député de l'Isère de 1885 à 1893. Inscrit dans aucun groupe, il vote le plus souvent avec l'Union républicaine.

## Sources
- « Louis Lombard », dans Adolphe Robert et Gaston Cougny, Dictionnaire des parlementaires français, Edgar Bourloton, 1889-1891 [détail de l’édition]